# The Austonian
The Austonian ist der Name eines Wolkenkratzers in Austin, Texas. Es ist 208 Meter (683 ft) hoch und ist damit das höchste Gebäude der Stadt, knapp 45 Meter höher als die 360 Condominiums. Außerdem war es bei seiner Errichtung das höchste ausschließlich als Wohnraum genutzte Gebäude in Nordamerika westlich des Mississippis. Es besitzt 56 Stockwerke.

## Geschichte
Der Bau des The Austonian war ursprünglich für das Jahr 2006 geplant. Das 200 Millionen Dollar teure Projekt sollte 213 Meter hoch aufragen. Dies sollte im Zuge des Wohnungsbau-Booms in Austin geschehen. Ein Jahr später wurde die Höhe auf 208 Meter reduziert. Am 31. August 2007 begann die Konstruktion mit dem ersten Spatenstich. Am 4. Juni 2009 war es das zweithöchste Gebäude der Stadt, höher als der Frost Bank Tower. Am 1. Juli desselben Jahres wurde es zum höchsten Gebäude der Stadt. Im Jahr 2010 wurden alle äußerlichen Arbeiten abgeschlossen. Nachdem dort im Mai 2010 die Veranstaltung Women’s Symphony League Designer Showhouse stattfand, eröffnete es im Juni 2010 und war für die ersten neuen Bewohner bezugsbereit. Im November 2010 erlangte es eine 5-Sterne-Benotung von Austin Energy Green Building.